# Хаэн (провинция)
Хаэ́н (исп. Jaén) — провинция на юге Испании, в составе автономного сообщества Андалусия. Административный центр — Хаэн.
Хаэн известна меньше, чем сильно ориентированные на туризм провинции побережья Испании, однако в ней есть четыре национальных парка и ещё целый ряд охраняемых природных территорий. В провинции также расположены два города эпохи Возрождения, Убеда и Баэса, которые объявлены ЮНЕСКО объектами Всемирного наследия.

## География

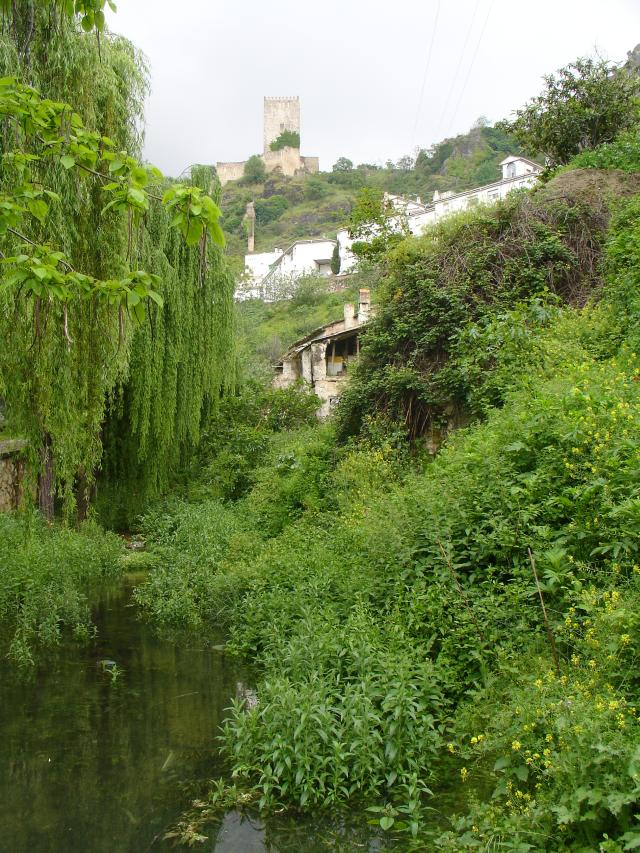
Река Сересуэло.

Территория — 13 489 км² (14-е место среди провинций страны).

## Демография
Население — 660 тыс. (23-е место; данные 2005 г.).

## Экономика
Провинция Хаэн является одним из ведущих мировых поставщиков оливкового масла.

## Культура, образование, спорт
В городе Линаресе регулярно проводятся международные шахматные турниры с участием виднейших игроков мира.